# Carolina Coronado
Carolina Coronado Romero de Tejada (Almendralejo, 12 de desembre de 1823 – Lisboa, Portugal, 15 de gener de 1911) fou una escriptora romàntica espanyola.
Va néixer en el si d'una família acomodada, d'ideologia progressista, que va atraure la repressió fernandina sobre els seus membres. En la seva infància va viure la convulsa situació política del seu avi, forçat a retirar-se a Badajoz i evitar així l'odi manifestat pels mateixos membres del seu partit. Va rebre l'educació tradicional per a una noia en aquells anys, entre la costura i els treballs domèstics, però el seu interès per la lectura no s'apagà i li proporcionà, en l'entorn mitjanament culte en què es movia, una formació autodidacta. L'any 1839 va publicar al diari madrileny El Piloto, que dirigia Donoso Cortés, la seva primera composició, "A la palma", que va merèixer l'elogi d'Espronceda. Als vint anys, convertida en musa del romanticisme espanyol, apareix el seu nom en diaris dels EUA, Cuba i Espanya com a gran poeta.
Es va traslladar a Madrid i va contraure matrimoni amb el diplomàtic americà J. H. Perry. La seva casa de Madrid va ser lloc de trobada d'intel·lectuals i refugi de polítics perseguits després del fracàs de la Revolució de 1866. Les primeres poesies de Carolina Coronado van ser publicades en diverses revistes. La seva primera obra es va editar el 1843, Poesías, prologada per l'escriptor i crític espanyol Juan Eugenio Hartzenbusch.
La feina del seu marit com a diplomàtic l'allunyarà de Madrid fins al 1873. Els seus últims anys com a vídua, els passarà al palau de Mitra, a Lisboa, i deixarà grans poesies, com la seva obra mestra El amor de los amores i La rosa blanca, entre altres composicions. També va escriure obres de teatre, com Petrarca, El divino Figueroa, El cuadro de la esperanza o Un alcalde de monterilla, i fins a quinze novel·les, entre les quals Paquita, Adoración, La Sigea, Luz, El bonete de San Ramón o La rueda de la desgracia. I records de viatges.
Fou bestia del també escriptor Ramón Gómez de la Serna, el qual va escriure sobre ella el 1946 Mi tía Carolina Coronado.

## Obres
- Alfonso IV de León
- El divino Figueroa
- La exclaustrada
- Un alcalde de monterilla
- Luz
- El bonete de San Ramón
- Poesías (1843)
- El cuadro de la Esperanza (1846)
- Paquita. La luz del Tajo. Adoración (1850)
- Jarilla (1851)
- Páginas de un diario. Adoración (1851)
- El siglo de las Reynas (1852)
- La Sigea (1854)
- ¡No hay nada más triste que el último adiós! (1859)
- España y Napoleón(1861)
- La rueda de la Desgracia. Manuscrito de un Conde (1873)
- A un poeta del porvenir (1874)
- Vanidad de vanidades (1875)
- Anales del Tajo. Lisboa. Descripción en prosa (1875)
- Petrarca
- Los genios gemelos: Safo y Santa Teresa